# Canthon juvencus
Canthon juvencus là một loài bọ cánh cứng trong họ Bọ hung (Scarabaeidae).